# Erwtenuil
De erwtenuil (Ceramica pisi, synoniem: Melanchra pisi) is een nachtvlinder uit de familie Noctuidae (uilen). De voorvleugellengte bedraagt tussen de 16 en 20 millimeter. De soort komt verspreid over Europa voor. Hij overwintert als pop.

## Waardplanten en rups
De erwtenuil heeft als waardplanten allerlei loofbomen, struiken en kruidachtige planten. Genoemd worden bijvoorbeeld struikhei, brem, adelaarsvaren, braam, duindoorn, wilg en Europese lork.
De rups kent twee verschijningsvormen, een groene en een bruine.

## Voorkomen in Nederland en België
De erwtenuil is in Nederland een algemene en in België een niet zo algemene soort, die verspreid over het hele gebied kan worden gezien. De vlinder kent twee generaties die vliegen van halverwege mei tot en met augustus.